# Жуков, Пётр Константинович
Пётр Константинович Жуков (1914—1967) — капитан Рабоче-крестьянской Красной Армии, участник Великой Отечественной войны, Герой Советского Союза (1943).

## Биография
Пётр Жуков родился 7 января 1914 года в станице Спокойная (ныне — Отрадненский район Краснодарского края). Получил неполное среднее образование.
В 1936 году Жуков был призван на службу в Рабоче-крестьянскую Красную Армию. С начала Великой Отечественной войны — на её фронтах. Участвовал в освобождении городов Краснодарского края, в том числе Новороссийска, Анапы, Тамани. К ноябрю 1943 года капитан Пётр Жуков командовал батальоном 1339-го стрелкового полка 318-й горнострелковой дивизии 18-й армии Северо-Кавказского фронта. Отличился во время Керченско-Эльтигенской операции.
Батальон Жукова первым высадился на побережье Керченского полуострова в районе посёлка Эльтиген (ныне — Героевское в черте Керчи). Более шести суток под массированным вражеским артиллерийским и миномётным огнём и авианалётами он сражался с немецкими войсками. Так как из-за шторма подкрепление и снабжение не могло долгое время подойти к берегу, то группы бойцов отбивали оружие и боеприпасы у противника. Группа бойцов во главе с Жуковым успешно захватила миномётную батарею противника и, развернув орудия, открыла огонь по нему. Батальону удалось прорвать оборону противника и углубиться на два километра вперёд.
Указом Президиума Верховного Совета СССР от 17 ноября 1943 года за «мужество, отвагу и героизм, проявленные в борьбе с немецкими захватчиками», капитан Пётр Жуков был удостоен высокого звания Героя Советского Союза с вручением ордена Ленина и медали «Золотая Звезда» за номером 2185.
Был также награждён орденами Александра Невского и Отечественной войны 2-й степени, рядом медалей. Житель станицы Темиргоевской с 1944 года.
После окончания войны Жуков был уволен в запас. Вернулся на родину, работал в сельском хозяйстве. Скончался 3 июня 1967 года.